# كانت ماريا ديست فان فورهوت

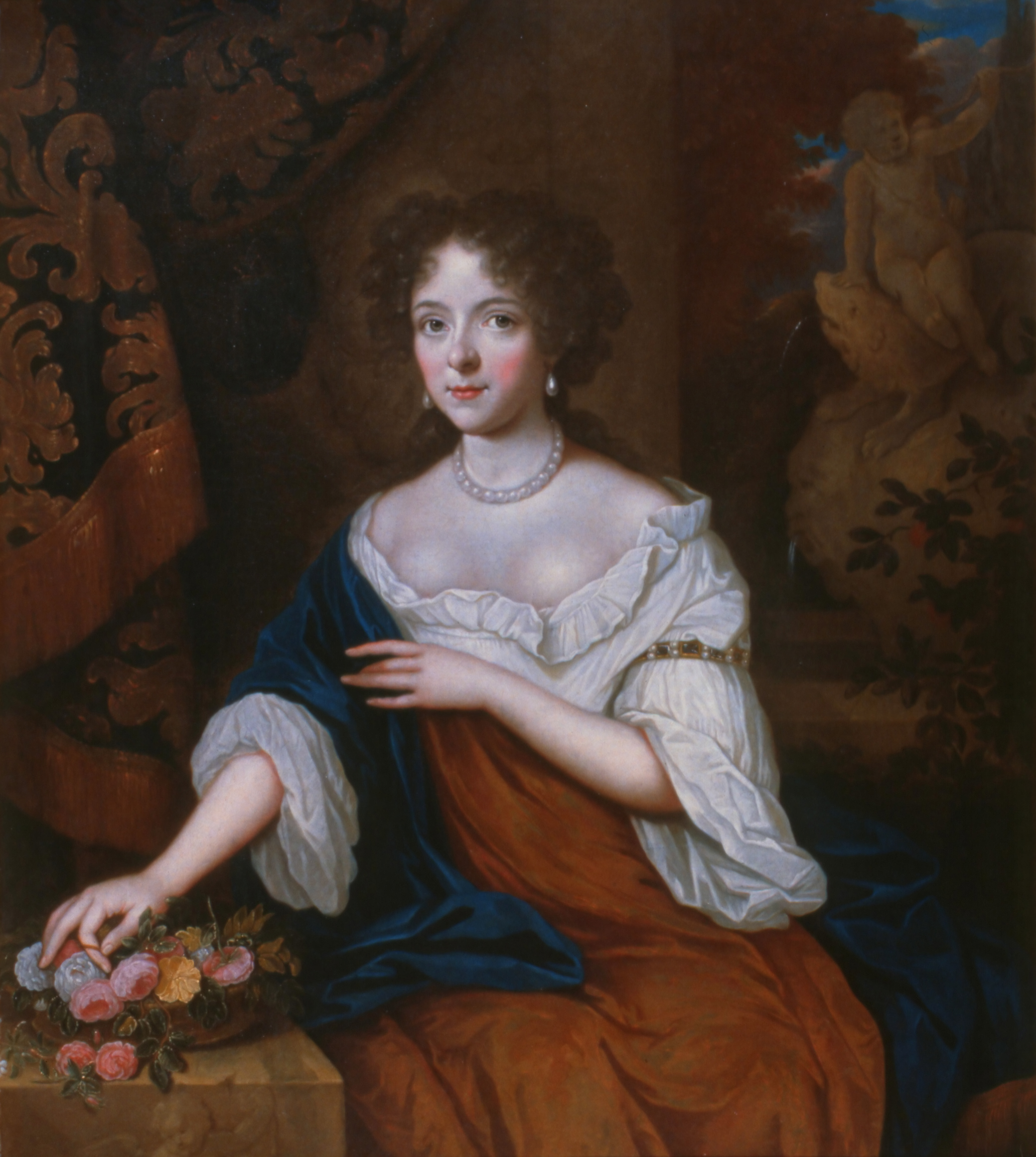
بورتريه لماريا ديست فان فورهوت (1662-1754)، بريشة جان فان هاينسبيرغن

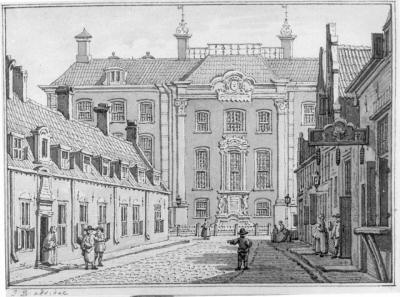
مؤسسة اوتريخت

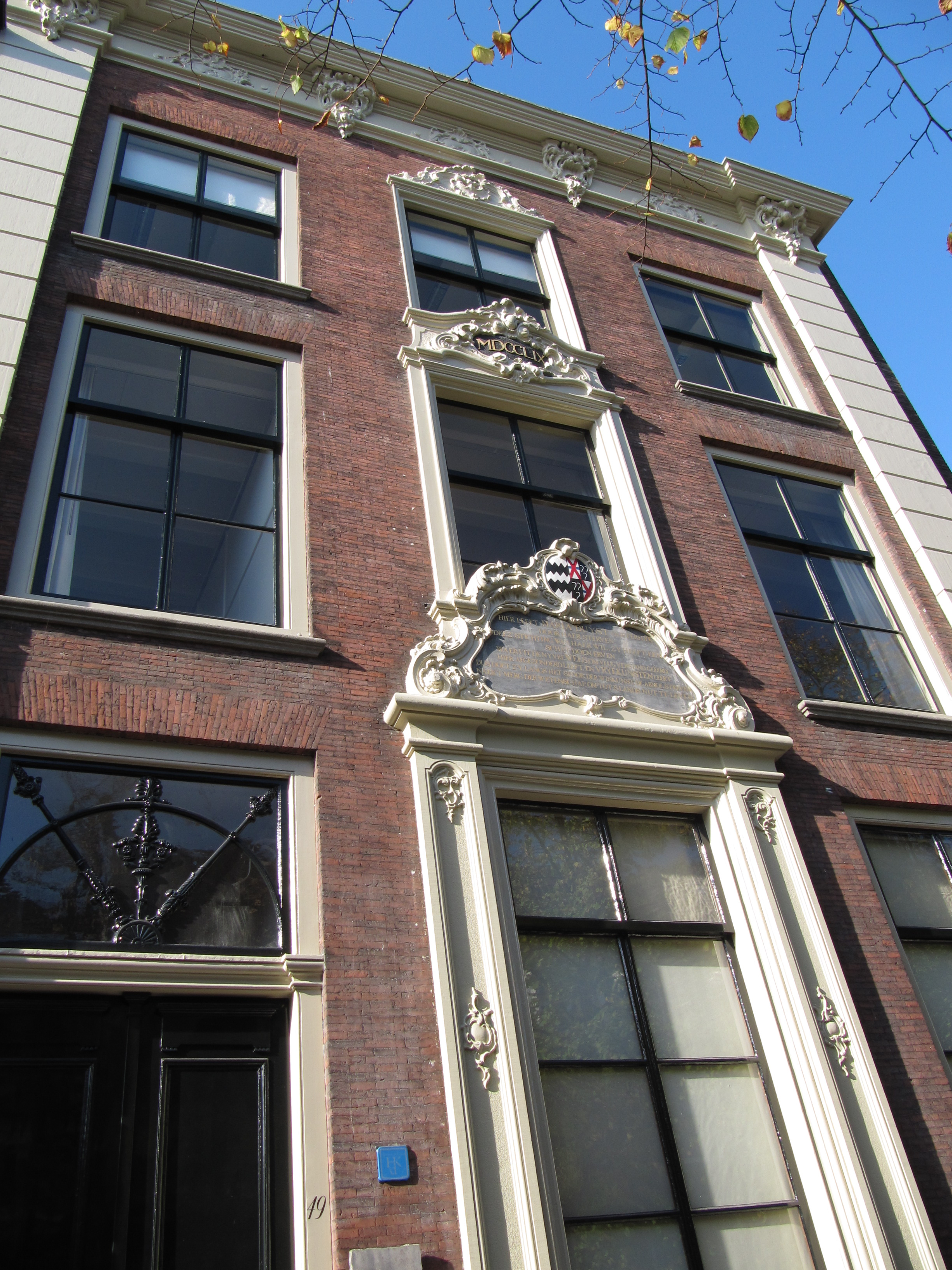
مؤسسة دلفت

ماريا ديست فان فورهوت (بالهولندية: Maria Duyst van Voorhout)‏ (من مواليد عام 1662 - والمُتوفاة في عام 1754 في أوترخت) هي وريثة القرن السابع عشر التي عاشت إلى عصر كبير واستخدمت ميراثها لبدء صندوق فان رنستوده في ثلاث مدن هي: دلفت، أوترخت، ولاهاي.

## سيرته الذاتية
كانت ماريا ابنة عمدة دلفت، وتنحدر من عائلة ذات باع كبير في صناعة البيرة في دلفت. تُوفي والداها عندما كانت صغيرة وتزوجت وهي في سن التاسعة عشر من قاضي ليدن ديرك فان هوجفين، الذي تُوفي بعد ذلك بعامين. تزوجت ماريا ضد رغبات جدتها الثرية فريدريك أدريان ريدي فان رينسويد، النبيل الذي حمل عنوان «هير فان رينسوده»، لكنه علش على أسلوب حياة غالي والذي أورثه العديد من الديون. أنجب الزوجان ابنة تُوفيت في سن الطفولة. وفي عام 1686، توفيت جدّة ماريا وورثت ماريا ثروتها، لكنها لم تستطع الوصول إلى الأموال إلا بعد وفاة زوجها. كان لدى ماريا بالفعل ما يكفي من مالها الخاص، على الرغم من أنها قامت بسداد مبالغ كبيرة لزوجها، وعاشت على إانة لانج فورهوت في لاهاي وكانت عضوًا في «دي هيغه سوسيتيت» وكانت صديقة مع أنطوني فان ليفينهوك.
في 1730 انتقلت هي وزوجها إلى أوترخت بعد تورطه في فضيحة حول المثلية الجنسية. ولأنه كان نبيلا في رينسفاوده وفوق القانون، هرب من السجن أو الشنق. بعد أن خمدت حدة الاحتجاج العام، كان بإمكانه زيارة زوجته في أوترخت، لكنه لم يعد أبدًا إلى لاهاي. تُوفي فريدريك في عام 1738 وحصلت ماريا على أموال جدتها. وفي عام 1749، قدمت شهادة لها كسيدة رينسفاوده وأعلنت أنه ينبغي تقسيم ثروتها إلى الثلث وإنفاقها على التعليم الفني للفتيان الصغار الفقراء في مدن أوترخت ولاهاي ودلفت. شملت دور الأيتام دار أيتام كرافت (في أوتريخت)، ودار الأيتام للإصلاح
(في دلفت) ودار أيتام برغر في لاهاي.
بعد وفاتها في عام 1754، تنافس أفراد عائلتها البعيدين على هذه الشهادة، ولكن دة ن استيفاء الشروط، وفي عام 1756 تم إنشاء ثلاث مؤسسات وفقًا لرغباتها وسُميت كل منها كل منها بمؤسسة رينسوده في جميع المدن الثلاث. عملت هذه المدارس وفقًا لرؤية لها حتى القرن التاسع عشر، وعندما عانوا من نقص الأموال أصبحت تلك الدور مدراس نهارية. وبهذه الصفة استمروا في العمل في القرن العشرين، لكن تم إغلاق الثلاثة الآن.